# Palombarone

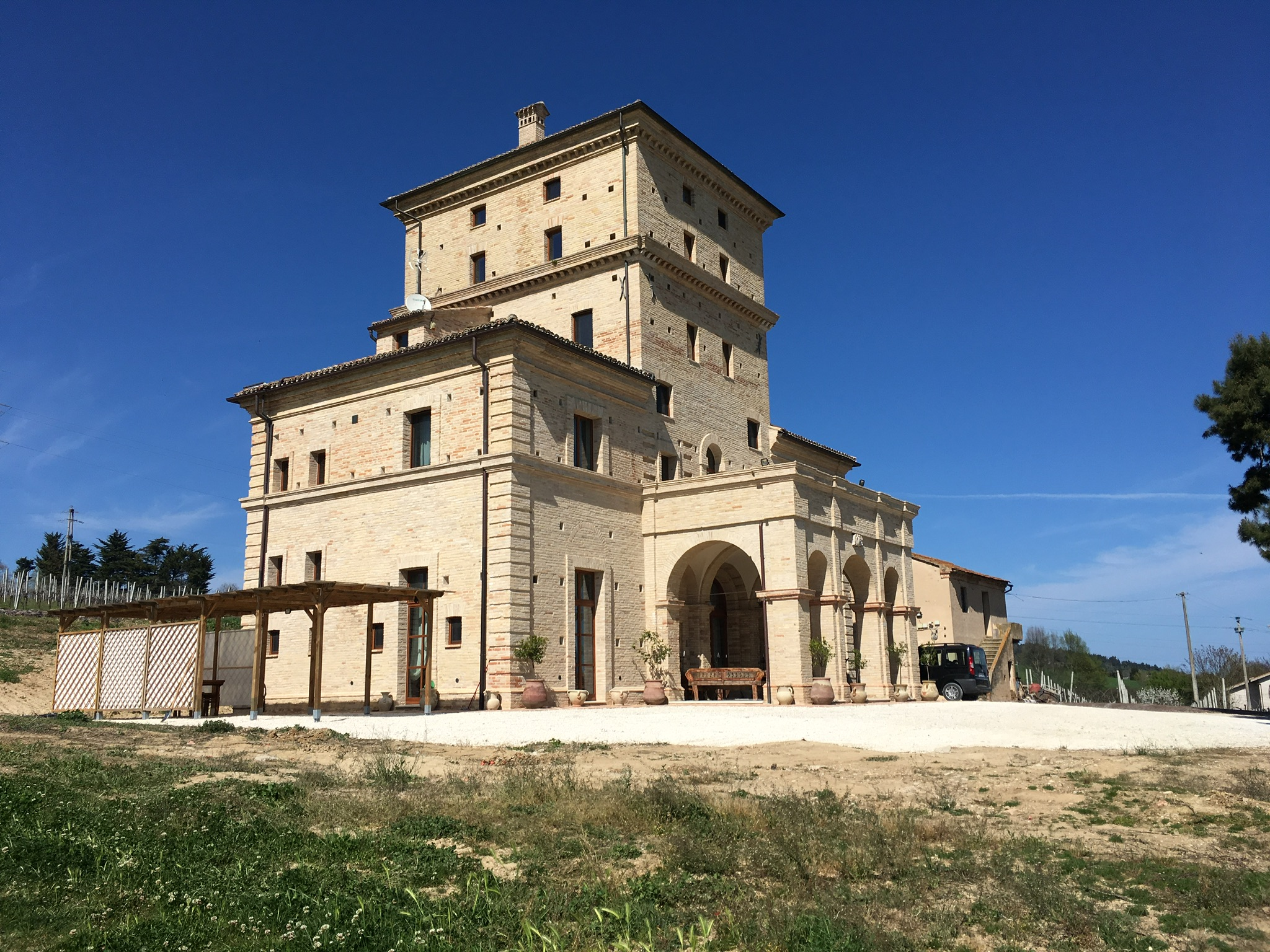
Vista di tre quarti del Palombarone

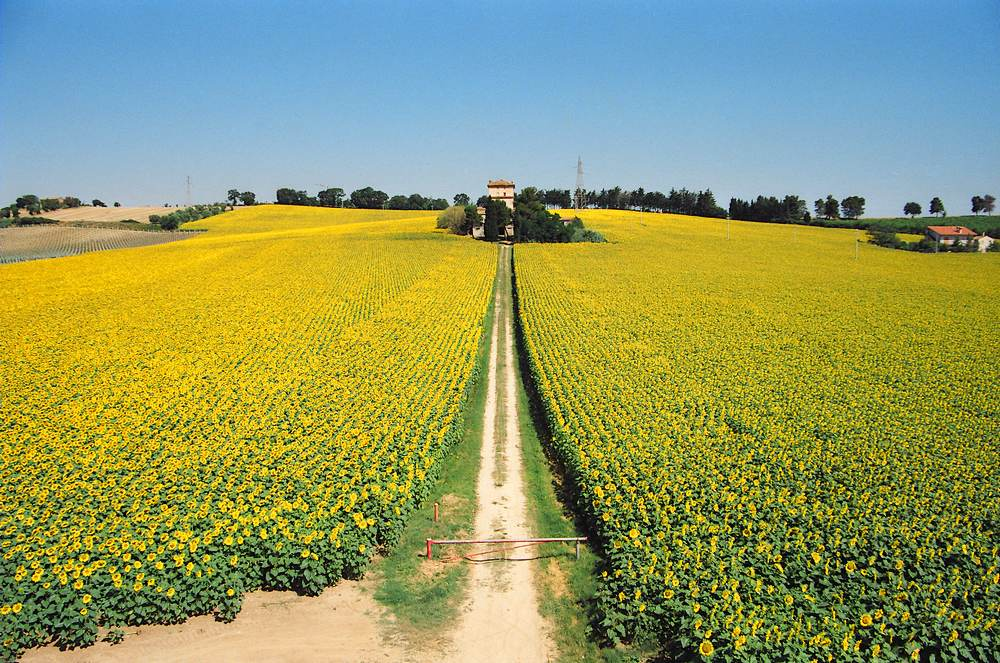
Il Palombarone in lontananza, circondato da un campo di girasoli

Il Palombarone è un'antica residenza arcivescovile del Seicento, situata al di fuori del comune di Castelfidardo, in provincia d'Ancona.

## Struttura
Il palazzo ha tre sezioni principali: la componente centrale di quattro piani (la parte più antica della struttura), adornata da un portico, e due ali di due piani ognuna ai fianchi.

## Storia
La struttura oggi conosciuta localmente come il "Palombarone" fu costruita nel 1580. Un tempo, l'edificio veniva utilizzato come residenza estiva dell'Arcivescovo e governatore della Basilica della Santa Casa di Loreto. Fu di proprietà della Chiesa per gran parte della sua storia, dominando il paesaggio vicino per decine di chilometri, data la sua posizione elevata. La villa fu pressoché abbandonata dopo la scomparsa dello Stato Pontificio nel 1870. Successivamente venne occupata da famiglie contadine, che vissero nella residenza fino a quando, nel 1980, non venne completamente abbandonata. Oggi il Palombarone è di proprietà di Renata Simonetti Giorgi, una discendente delle famiglie contadine che lo abitarono dopo la disfatta pontificia, che restaurò il complesso nel 2016.

## Architettura
Il palazzo è nello stile tipico dell'epoca[Quale stile?]. Le mura sono molto spesse, mantenendo la temperatura bassa in estate ed alta in inverno. La particolarità dell'edificio è di ospitare, per tutta l'altezza della torre centrale, delle aperture passanti per tutto lo spessore delle mura; l'origine e l'utilizzo di queste aperture sono dibattute: per alcuni[Chi?] venero utilizzate come feritoie per difendere il palazzo da possibili invasori, considerando le invasioni ottomane dell'epoca;  per altri[Chi?], invece, la struttura fu usata come allevamento per piccioni viaggiatori, da qui il nome dell'edificio, considerando il mercato fiorente del volatile all'epoca[Quando?].